# Szűcs Valdó
Szűcs Valdó (Zalaegerszeg, 1995. június 29. –) magyar gátfutó.

## Pályafutása
2011-es ifjúsági atlétikai világbajnokságon 110 m gáton az elődöntőig jutott. 2012-es junior atlétikai világbajnokságon és a 2013-as junior atlétikai Európa-bajnokságon kiesett a selejtezőben. A 2014-es junior atlétikai világbajnokságon az elődöntőig jutott. A 2015-ös fedett pályás atlétikai Európa-bajnokságon nem jutott tovább a selejtezőből. A 2015-ös U23-as Eb-n nyolcadik helyen végzett. A 2016-os Európa-bajnokságon az elődöntőig jutott. A 2019-es fedett pályás Európa-bajnokságon elődöntős volt. Az universiadén nyolcadik helyezést szerzett. A világbajnokságon nem jutott tovább a selejtezőből. 2021-ben sérülés miatt nem indult a fedett pályás Európa-bajnokságon. A tokiói olimpián elődöntős futamából 13,40 másodperces időt elérve jutott tovább 110 méteres gátfutásban, azonban a döntőbe már nem jutott be, összesítésben a 13. helyen zárt. 2021 novemberében bejelentette, hogy a Debreceni Sportiskola versenyzője lett.

## Eredményei
Magyar bajnokság
- 110 m gát
  - Aranyérmes: 2019, 2020, 2021
  - ezüstérmes: 2015, 2016, 2018
  - bronzérmes: 2014
- 4 × 100 m váltó
  - aranyérmes: 2015
  - bronzérmes: 2018, 2019

Fedett pályás magyar bajnokság
- 60 m gát
  - aranyérmes: 2019, 2020
  - ezüstérmes: 2016
  - bronzérmes: 2013, 2014, 2015

## Díjai, elismerései
- Az év magyar atlétája (2021)[10]